# Gottfried von Lohn
Gottfried von Lohn (* um 1190; † 1247) war Domdechant in Münster.

## Leben

### Herkunft und Familie
Gottfried von Lohn entstammte dem Geschlecht der Edelherren von Lohn, deren Herrschaftsbereich sich bis zu ihrem Untergang im Jahre 1316 über das Westmünsterland und Teile der Region Achterhoek in der Provinz Gelderland erstreckte. Er war der Sohn des Grafen Gerhard III. von Lohn und dessen Gemahlin Richeza von Bredevoort. Seine Geschwister waren
- Hermann, Nachfolger seines Vaters
- Otto, Domherr in Münster
- Heinrich, Domherr in Münster
- Beatrix (⚭ Sueder van Ringelberg)
- Mechthild (⚭ Hermann von Münster)

### Wirken
1199 findet Gottfried erstmals als Domherr zu Münster urkundliche Erwähnung. Seine Ernennung zum Domdechanten fiel in das Jahr 1229. In diesem Amt, das mit der Leitung des Domkapitels verbunden war, blieb er bis 1247. Über seinen weiteren Lebensweg gibt die Quellenlage keinen Aufschluss.